# Paulo Costa
Paulo Henrique Costa (ur. 21 kwietnia 1991 w Belo Horizonte) – brazylijski zawodnik mieszanych sztuk walki (MMA) w wadze średniej. Aktualnie związany z Ultimate Fighting Championship (UFC).

## Życiorys
Paulo, syn robotnika Carlosa Roberto i Marii Augusty, urodził się w 1991 r. Ma starszego brata, Carlosa Costę, który jest byłym zawodnikiem MMA i jednym z jego trenerów. Dorastał w Contagem, grając w piłkę nożną, a w wieku dziewięciu lat zaczął trenować boks tajski, aby nauczyć się dyscypliny i unikać walk ulicznych, w które ciągle się wdawał. Jako nastolatek, dołączył do klubu jiu-jitsu z bratem. Ich ojciec zmarł na raka gardła, gdy Paulo miał 17 lat. Kilka lat później Costa wrócił do jiu-jitsu i zaczął rywalizować pod okiem swojego brata, który wówczas posiadał już purpurowy pas.
Aby pomóc matce z rachunkami, pracował w nieruchomościach i jako nauczyciel informatyki ucząc obsługi Microsoft Word i Microsoft Excel.

## Kariera MMA

### Wczesna kariera
Costa w zawodowym MMA zadebiutował 25 lutego 2012 roku w swoim rodzinnym kraju. Jego rywalem był Teo Esteves. Swoje pierwsze zwycięstwo odniósł poprzez TKO (ciosy i kopnięcia) już w 1. rundzie tego starcia. 
Swój drugi pojedynek w MMA odbył 15 czerwca 2013 roku również w Brazylii, jego rywalem był Ademilson Borgers Duarte. Drugie zwycięstwo również odniósł również poprzez techniczny nokaut w 1 rundzie. W ciągu następnych paru lat zgromadził rekord 8-0 z 7 nokautami i 1 poddaniem.

### The Ultimate Fighter: Brazil
Costa został wybrany do walki w amerykańskim reality show The Ultimate Fighter: Brazil 3. W otwierającej eliminacje rundzie pokonał José Roberto przez poddanie (duszenie gilotynowe) w drugiej rundzie. Był drugim zawodnikiem wagi średniej wybranym przez trenera Wanderleia Silvę. Jego następna walka była przeciwko Márcio Alexandre Jr, a Brazylijczyk przegrał przez niejednogłośną decyzję po trzech rundach.

### UFC
Po ośmiu wygranych walkach z rzędu zadebiutował w największej organizacji Ultimate Fighting Championship (UFC), na gali, która odbyła się w Brazylii 11 marca 2017. Jego rywalem był Garreth McLellan. Swoje pierwsze zwycięstwo w największej organizacji odniósł poprzez TKO w 1. rundzie.
3 czerwca 2017 roku stoczył walkę na gali UFC 212 w Rio de Janeiro, gdzie jego przeciwnikiem był Oluwale Bamgbose. Wygrał poprzez TKO w 2. rundzie.
7 lipca 2018 roku na gali UFC 217 w Nowym Jorku, stoczył pojedynek z Johnym Hendricksem. Wygrał poprzez TKO w 2. rundzie.
21 kwietnia 2018 roku, na UFC Fight Night 128 miał zmierzyć się z Uriahem Hallem, jednak Costa wycofał się z walki w połowie marca z powodu kontuzji ramienia. Z kolei organizacja zdecydowała się całkowicie wycofać Halla z tego wydarzenia i przełożyć walkę na 7 lipca 2018 roku, na UFC 226. Costa wygrał walkę przez techniczny nokaut w drugiej rundzie i zdobył bonus za występ wieczoru.
W kolejnym pojedynku miał zmierzyć się z Yoelem Romero na UFC 230, jednak w połowie sierpnia Kubańczyk poinformował, że chociaż został dopuszczony do walki, lekarze zalecili mu odczekanie kolejnych czterech do pięciu miesięcy, aby obrażenia twarzy odniesione podczas ostatniej walki całkowicie się zagoiły. Do walki obu zawodników doszło ostatecznie 17 sierpnia 2019, w walce wieczoru na gali UFC 241 w Anaheim. Wszyscy sędziowie przyznali jednogłośnie wygraną Brazylijczykowi w stosunku 29-28.
26 września 2020 roku w walce wieczoru na gali UFC 253 stoczył swój pojedynek z Israelem Adesanyą o pas mistrzowski UFC w kategorii średniej. Przegrał poprzez TKO w 2. rundzie. Była to jego pierwsza porażka w karierze.
17 kwietnia 2021 roku na UFC on ESPN 22 miał zmierzyć się z Robertem Whittakerem, jednak wycofał się z występu z powodu choroby.
Na wydarzeniu UFC on ESPN 28 miał walczyć z Jaredem Cannonierem. Po raz kolejny wycofał się z walki, tym razem z nieznanych powodów. Później twierdził, że nigdy nie podpisał kontraktu na walkę i powoływał się na problemy z jego wynagrodzeniem, jednocześnie nie potwierdzając tego jako powodu wycofania się.
23 października 2021 roku zmierzył się w wadze półciężkiej z Marvinem Vettorim, w ramach UFC Fight Night 196. Przegrał walkę przez jednogłośną decyzję sędziowską. Pierwotnie pojedynek zaplanowano w wadze średniej, jednak został przeniesiony do kategorii półciężkiej.
Podczas UFC 278, które odbyło się 20 sierpnia 2022 roku podjął byłego mistrza UFC w wadze średniej, Luke'a Rockholda. Po trzech rundach twardej walki zwyciężył jednogłośną decyzją (30-27, 30-27, 30-27). Pojedynek nagrodzono bonusem za najlepszą walkę wieczoru.

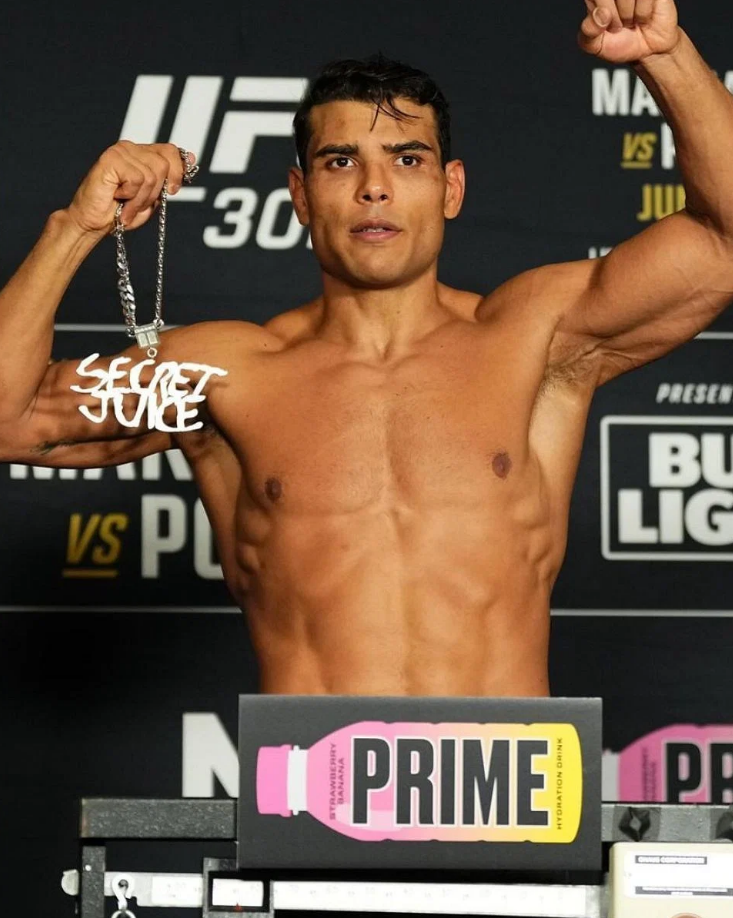
Paulo Costa na ceremonii ważenia przed galą UFC 302.

12 lutego 2023 roku na UFC 284 ponownie miało dojść do jego walki z Robertem Whittakerem, jednak Costa zakwestionował oficjalne ogłoszenie pojedynku, wskazując, że nigdy nie podpisał kontraktu, a walka się nie odbędzie.
Oczekiwano, że 29 lipca 2023 roku na UFC 291 zmierzy się z Ikramem Aliskierowem, jednak 19 lipca ogłoszono, że organizacja zdecydowała się zrezygnować z walki i zestawić go na walkę z Chamzatem Czimajewem, która była zaplanowana na przypadającą 21 października 2023 roku galę UFC 294. Z kolei, z powodu infekcji po operacji łokcia, która zmusiła Costę do wycofania się z walki, Czimajew zawalczył z byłym mistrzem wagi półśredniej UFC, Kamaru Usmanem. 
W grudniu 2023 organizacja po raz kolejny zestawiła go w walce z Robertem Whittakerem, tym razem w ramach lutowej gali UFC 298, która odbyła się w Anaheim. Przegrał jednogłośną decyzją sędziów. 
Niecałe cztery miesiące później na gali UFC 302 w Newark, zmierzył się z byłym mistrzem wagi średniej, Seanem Stricklandem. Przegrał niejednogłośną decyzją sędziów. 
19 lipca 2025 na gali UFC 318 w Nowym Orleanie, skrzyżował rękawice z Rosjaninem, Romanem Kopyłowem. Pierwotnie zawodnicy mieli zawalczyć na 28 czerwca 2025 wydarzeniu UFC 317 w Las Vegas, jednak Costa wypadł z walki z powodu choroby. Costa zwyciężył jednogłośnie na punkty. 

## Osiągnięcia

### Mieszane sztuki walki
- Jungle Fight
  - 2016–2016: Mistrz Junge Fight w wadze średniej

- MMAjunkie.com
  - 2019: Walka miesiąca sierpień vs. Yoel Romero[47]
  - 2024: Walka miesiąca luty vs. Robert Whittaker[48]
- Sherdog
  - 2019: Runda roku vs. Yoel Romero (runda 1)[49]

## Lista zawodowych walk w MMA
| Wynik     | Bilans | Przeciwnik (bilans przed walką) | Rozstrzygnięcie                        | Runda | Czas | Rozgrywki                             | Data       | Miejsce        | Uwagi |
| --------- | ------ | ------------------------------- | -------------------------------------- | ----- | ---- | ------------------------------------- | ---------- | -------------- | --- |
| Wygrana   | 15-4   | Roman Kopyłow (14-3)            | Decyzja (jednogłośna)                  | 3     | 5:00 | UFC 318                               | 28.06.2025 | Nowy Orlean    | |
| Przegrana | 14-4   | Sean Strickland (28-6)          | Decyzja (niejednogłośna)               | 3     | 5:00 | UFC 302                               | 01.06.2024 | Newark         | Co-Main Event                                                                                              |
| Przegrana | 14-3   | Robert Whittaker (24-7)         | Decyzja (jednogłośna)                  | 3     | 5:00 | UFC 298                               | 17.02.2024 | Anaheim        | Co-Main Event                                                                                              |
| Wygrana   | 14-2   | Luke Rockhold (16-5)            | Decyzja (jednogłośna)                  | 3     | 5:00 | UFC 278                               | 20.08.2022 | Salt Lake City | Powrót do wagi średniej. Bonus za walkę wieczoru. Co-Main Event                                            |
| Przegrana | 13-2   | Marvin Vettori (17-4-1)         | Decyzja (jednogłośna)                  | 5     | 5:00 | UFC Fight Night: Costa vs. Vettori    | 23.10.2021 | Las Vegas      | Walka w kategorii półciężkiej. Costa otrzymał minusowy punkt w rundzie drugiej za palce w oczy. Main Event |
| Przegrana | 13-1   | Israel Adesanya (19-0)          | TKO (lewy sierpowy i ciosy w parterze) | 2     | 3:59 | UFC 253                               | 26.09.2020 | Abu Dhabi      | Pojedynek o pas mistrzowski UFC w kategorii średniej. Main Event                                           |
| Wygrana   | 13-0   | Yoel Romero (13-3)              | Decyzja (jednogłośna)                  | 3     | 5:00 | UFC 241                               | 17.08.2019 | Anaheim        | Bonus za walkę wieczoru.                                                                                   |
| Wygrana   | 12-0   | Uriah Hall (13-8)               | TKO (ciosy pięściami)                  | 2     | 2:38 | UFC 226                               | 07.07.2018 | Las Vegas      | Bonus za występ wieczoru.                                                                                  |
| Wygrana   | 11-0   | Johny Hendricks (18-7)          | TKO (ciosy pięściami)                  | 2     | 1:23 | UFC 217                               | 04.11.2017 | Nowy Jork      | |
| Wygrana   | 10-0   | Oluwale Bamgbose (6-2)          | TKO (ciosy pięściami)                  | 2     | 1:06 | UFC 212                               | 03.06.2017 | Rio de Janeiro | |
| Wygrana   | 9-0    | Garreth McLellan (13-5)         | TKO (ciosy pięściami)                  | 1     | 1:17 | UFC Fight Night: Belfort vs. Gastelum | 11.03.2017 | Fortaleza      | Debiut w UFC. Bonus za występ wieczoru.                                                                    |
| Wygrana   | 8-0    | Adriano Balby (11-2)            | KO (cios)                              | 1     | 3:25 | Jungle Fight 90                       | 03.09.2016 | São Paulo      | Obronił mistrzostwo Junge Fight w wadze średniej. Main Event                                               |
| Wygrana   | 7-0    | Eduardo Ramon (11-1)            | Poddanie (duszenie zza pleców)         | 1     | 2:40 | Jungle Fight 87                       | 21.05.2016 | São Paulo      | Zdobył mistrzostwo Junge Fight w wadze średniej                                                            |
| Wygrana   | 6-0    | Bruno Assis (3-0)               | TKO (ciosy pięściami)                  | 1     | 1:17 | Jungle Fight 84                       | 05.12.2015 | São Paulo      | |
| Wygrana   | 5-0    | Wagner Silva Gomes (3-3)        | TKO (ciosy pięściami)                  | 1     | 4:37 | Face To Face 11                       | 24.04.2015 | Rio de Janeiro | Zdobył wakujące mistrzostwo Face to Face w wadze średniej. Main Event                                      |
| Wygrana   | 4-0    | Gerson da Silva Conceicao (8-7) | TKO (zatrzymanie przez lekarza)        | 1     | 5:00 | Face To Face 9                        | 19.12.2014 | Rio de Janeiro | Co-Main Event                                                                                              |
| Wygrana   | 3-0    | Fabio Moreira (0-0)             | TKO (ciosy pięściami)                  | 1     | 1:26 | BH Fight: MMA Graund Prix             | 01.11.2013 | Belo Horizonte | |
| Wygrana   | 2-0    | Ademilson Borges Duarte (1-1)   | TKO (ciosy i kopnięcia)                | 1     | 0:32 | Upper Fight: MMA Champioship 2        | 15.06.2013 | Teofilo Otoni  | |
| Wygrana   | 1-0    | Teo Esteves (0-0)               | TKO (ciosy i kopnięcia)                | 1     | 2:08 | MMA Total Combat: Santa Luzia         | 25.02.2012 | Santa Luzia    | |